# تشهل خانة (فريدن)
تشهل‌خانه (مقاطعة فريدن) (بالفارسية: چهل‌خانه) هي قرية تقع في قسم ورزق الريفي في إيران. يقدر عدد سكانها بـ 2,728 نسمة .